# Chiesa cattolica nel Regno delle Due Sicilie
La Chiesa cattolica nel Regno delle Due Sicilie era parte della Chiesa cattolica universale, sotto la guida spirituale del Papa e della Santa Sede.

## Suddivisione ecclesiastica

### Chiesa latina
La Chiesa latina, nel 1861, anno dell'Unità d'Italia, era così suddivisa:
- Arcidiocesi di Napoli con le suffraganee:
  - Diocesi di Acerra
  - Diocesi di Ischia
  - Diocesi di Nola
  - Diocesi di Pozzuoli

- Arcidiocesi di Acerenza con le suffraganee:
  - Diocesi di Anglona-Tursi
  - Diocesi di Gravina e Montepeloso
  - Diocesi di Potenza
  - Diocesi di Tricarico
  - Diocesi di Venosa
- Arcidiocesi di Benevento con le suffraganee:
  - Diocesi di Alife
  - Diocesi di Ariano
  - Diocesi di Ascoli Satriano
  - Diocesi di Avellino
  - Diocesi di Boiano
  - Diocesi di Bovino
  - Diocesi di Cerignola
  - Diocesi di Larino
  - Diocesi di Lucera
  - Diocesi di San Severo
  - Diocesi di Sant'Agata de'Goti
  - Diocesi di Telese
  - Diocesi di Termoli
  - Diocesi di Trivento
  - Diocesi di Troia
- Arcidiocesi di Brindisi con le suffraganee:
  - Diocesi di Monopoli
  - Diocesi di Ostuni
- Arcidiocesi di Capua con le suffraganee:
  - Diocesi di Caiazzo
  - Diocesi di Calvi e Teano
  - Diocesi di Caserta
  - Diocesi di Isernia
  - Diocesi di Sessa Aurunca
  - Diocesi di Venafro

- Arcidiocesi di Chieti con le suffraganee:
  - Diocesi di Lanciano
  - Diocesi di Ortona
  - Diocesi di Vasto
- Arcidiocesi di Conza con le suffraganee:
  - Diocesi di Bisaccia
  - Diocesi di Lacedonia
  - Diocesi di Muro Lucano
  - Diocesi di Nusco
  - Diocesi di Sant'Angelo dei Lombardi
- Arcidiocesi di Manfredonia con le suffraganee:
  - Diocesi di Vieste
- Arcidiocesi di Messina con le suffraganee:
  - Diocesi di Lipari
  - Diocesi di Nicosia
  - Diocesi di Patti
- Arcidiocesi di Monreale con le suffraganee:
  - Diocesi di Agrigento
  - Diocesi di Caltanissetta
  - Diocesi di Catania
- Arcidiocesi di Otranto con le suffraganee:
  - Diocesi di Gallipoli
  - Diocesi di Lecce
  - Diocesi di Ugento
- Arcidiocesi di Palermo con le suffraganee:
  - Diocesi di Cefalù
  - Diocesi di Mazara del Vallo
- Arcidiocesi di Reggio Calabria con le suffraganee:
  - Diocesi di Bova
  - Diocesi di Cassano all'Jonio
  - Diocesi di Catanzaro
  - Diocesi di Gerace
  - Diocesi di Nicastro
  - Diocesi di Nicotera e Tropea
  - Diocesi di Oppido
  - Diocesi di Squillace
- Arcidiocesi di Salerno con le suffraganee:
  - Diocesi di Acerno
  - Diocesi di Campagna
  - Diocesi di Marsico Nuovo
  - Diocesi di Nocera Inferiore
  - Diocesi di Policastro
  - Diocesi di Sarno
  - Diocesi di Teggiano
  - Diocesi di Vallo della Lucania
- Arcidiocesi di Santa Severina con le suffraganee:
  - Diocesi di Cariati
- Arcidiocesi di Siracusa con le suffraganee:
  - Diocesi di Caltagirone
  - Diocesi di Noto
  - Diocesi di Piazza Armerina
  - Diocesi di Trapani
- Arcidiocesi di Sorrento con le suffraganee:
  - Diocesi di Castellammare di Stabia
- Arcidiocesi di Taranto con le suffraganee:
  - Diocesi di Castellaneta
  - Diocesi di Mottola
  - Diocesi di Oria
- Arcidiocesi di Trani con le suffraganee:
  - Diocesi di Andria
  - Diocesi di Bisceglie
- Diocesi immediatamente soggette alla Santa Sede:
  - Abbazia territoriale di San Benedetto di Conversano
  - Abbazia territoriale della Santissima Trinità di Cava de' Tirreni
  - Prelatura territoriale di Acquaviva delle Fonti
  - Prelatura territoriale di Altamura
  - Arcidiocesi di Amalfi
  - Diocesi dell'Aquila
  - Diocesi di Aversa
  - Diocesi di Avezzano
  - Diocesi di Cava dei Tirreni
  - Arcidiocesi di Cosenza
  - Diocesi di Foggia
  - Arcidiocesi di Gaeta
  - Diocesi di Giovinazzo e Terlizzi
  - Diocesi di Melfi e Rapolla
  - Diocesi di Mileto
  - Diocesi di Molfetta
  - Diocesi di Monopoli
  - Diocesi di Nardò
  - Diocesi di Penne e Atri
  - Arcidiocesi di Rossano
  - Diocesi di San Marco Argentano e Bisignano
  - Prelatura territoriale di Santa Lucia del Mela
  - Diocesi di Sora
  - Diocesi di Teramo
  - Diocesi di Valva e Sulmona

### Chiesa cattolica italiana di rito bizantino
- Arcidiocesi di Bari con le suffraganee:
  - Arcidiocesi di Barletta
  - Diocesi di Bitonto
  - Diocesi di Ruvo
- Ordinariato per gli Albanesi di Calabria
- Ordinariato per gli Albanesi di Sicilia
- Diocesi di Crotone

### Cappellano maggiore
- Cappellano maggiore nel Regno di Napoli

## Nunziatura apostolica

### XIV-XV secolo
- Angelo Maria d'Anna (1384 - 1389)
- Bartolomeo Uliari (18 dicembre 1389 - 1396)
- Stefano Nardini (1467)
- Pietro Menzi (1487 - ?)

### XVI secolo
- Giovanni Ruffo di Teodoli (24 aprile 1505 - 1511)
- Ottaviano Guarino (1514 - ?)
- Massimo Bruno Corvino (1518 - ?)
- Girolamo Aurilia (1525 - ?)[1]
- Girolamo Centelle (? - 1528)
- Fabio Arcella (1528 - 1534)
- Tommaso Caracciolo (1534 - agosto 1535)
- Fabio Arcella (11 agosto 1535 - aprile 1537)
- Francesco Guastaferro (aprile 1537 - 1541)
- Bartolomeo Capobianco (1541 - giugno 1544)
- Girolamo Sauli (giugno 1544 - dicembre 1545)
- Berardo de Santis (11 dicembre 1545 - maggio 1546)
- Bartolomeo Capobianco (maggio 1546 - novembre 1549)
- Bartolomeo Capranica (8 novembre 1549 - ?)
- Paolo Fabio Cappelletto (? - 1554)
- Pietro Camaiano (12 ottobre 1554 - 1555)
- Marco Antonio Sauli (1555 - agosto 1558)
- Giulio Pavese (agosto 1558 - giugno 1560)
- Paolo Odescalchi (15 giugno 1560 - 4 settembre 1561)
- Nicolò Fieschi (4 settembre 1561 - 15 dicembre 1564)
- Antonio Scarampi (15 dicembre 1564 - 15 maggio 1566)
- Cipriano Pallavicini (15 maggio 1566 - 23 novembre 1566)
- Paolo Odescalchi (15 gennaio 1567 - 27 febbraio 1568 nominato vescovo di Penne)
- Cesare Brumano (febbraio 1568 - 18 novembre 1570)
- Alessandro Simonetta (18 novembre 1570 - 9 novembre 1572)
- Antonio Maria Sauli (9 novembre 1572 - 15 ottobre 1577)
- Lorenzo Campeggi (ottobre 1577 - 5 gennaio 1580)
- Fantino Petrignani (5 gennaio 1580 - 9 febbraio 1581)
- Silvio Savelli (9 febbraio 1581 - 2 giugno 1585)
- Giulio Rossini (2 giugno 1585 - luglio 1587)
- Marcantonio Bizzoni (10 luglio 1587 - maggio 1589)
- Alessandro Glorieri (20 maggio 1589 - maggio 1591)
- Germanico Malaspina (3 maggio 1591 - 21 dicembre 1591)
- Pietro Astorgio (21 dicembre 1591 - marzo 1592)

### XVII secolo
- Jacopo Aldobrandini (marzo 1592 - 1605)
- Guglielmo Bastoni (1º dicembre 1605 - gennaio 1609)
- Valerio Muti (12 gennaio 1609 - 1610)
- Deodato Gentile (29 marzo 1610 - aprile 1616 deceduto)
- Paolo Emilio Filonardi (19 aprile 1616 - 1621)
- Giovanni Battista Pamphilj (26 marzo 1621 - marzo 1625)
  - Lorenzo Tramalli (marzo 1625 - 1626) (ad interim)
- Antonio Diaz (31 marzo o 15 maggio 1626 - 1627)
- Cesare Monti (17 aprile 1627 - 1628)
- Alessandro Bichi (29 maggio 1628 - giugno 1630 dimesso)
- Niccolò Enriquez de Herrera (8 giugno 1630 - 1639)
- Lorenzo Tramalli (26 marzo 1639 - 25 novembre 1644 dimesso)
- Emilio Bonaventura Altieri (25 novembre 1644 - ottobre 1652)
- Alessandro Sperelli (24 ottobre 1652 - settembre 1653)
- Giulio Spinola (4 ottobre 1653 - ?)
- Giulio Spinola (4 ottobre 1658 - 10 luglio 1665 nominato nunzio apostolico in Austria)
- Bernardino Rocci (16 giugno 1665 - 1667)
- Marco Gallio (19 febbraio 1668 - 1671)
- Marcantonio Vincentini (26 gennaio 1671 - 1682)
- Giulio Muzio (o Muti) Papazurri (1682 - 1690)
- Lorenzo Casoni (4 marzo 1690 - 1702)

### XVIII secolo
- Giovanni Patrizi (17 febbraio 1702 - ?)
- Alessandro Aldobrandini (20 dicembre 1707 - 1713)
- Gerolamo Alessandro Vicentini (17 giugno 1713 - 5 agosto 1723 deceduto)
- Vincenzo Antonio Alemanni Nasi (2 dicembre 1723 - 20 dicembre 1730 nominato nunzio apostolico presso il re cattolico)
- Luigi Gualterio (21 marzo 1744 - 2 marzo 1754 nominato nunzio apostolico in Francia)
- Lazzaro Opizio Pallavicini (21 maggio 1754 - 9 febbraio 1760 nominato nunzio apostolico in Spagna)
- Guido Calcagnini (22 febbraio 1765 - 20 maggio 1776 creato cardinale)

### XIX secolo
- Alessandro Giustiniani (26 aprile 1822 - 24 aprile 1827 nominato nunzio apostolico in Portogallo)
- Luigi Amat di San Filippo e Sorso (24 aprile 1827 - 13 novembre 1832 nominato nunzio apostolico in Spagna)
- Gabriele Ferretti (22 luglio 1833 - 23 maggio 1837 nominato vescovo di Montefiascone)
- Fabio Maria Asquini (22 dicembre 1837 - 4 marzo 1839 nominato in Curia a Roma)
- Camillo Di Pietro (27 luglio 1839 - 7 febbraio 1844 nominato nunzio apostolico in Portogallo)
- Antonio Garibaldi (7 febbraio 1844 - 30 settembre 1850 nominato nunzio apostolico in Francia)
- Innocenzo Ferrieri (30 settembre 1850 - 16 giugno 1856 nominato nunzio apostolico in Portogallo)
- Pietro Gianelli (18 marzo 1858 - 6 settembre 1860)
  - Fine della nunziatura

## Inquisitori a Napoli

### XVI secolo
- Carlo Baldini (1585–1598)
- Benedetto Mandina (1598–1604)

### XVII secolo
- Deodato Gentile, O.P. (1604–1611)
- Stefano de Vicariis (1611–1621)
- Giovanni Girolamo Campanile (1621–1626)
- Giacinto Petroni, O.P. (1626–1633)
- Antonio Ricciulli (1633–1643)
- Felice Tamburelli (1643–1656)
- Giulio Spinola (1656–1659)
- Camillo Piazza (1659–1663)
- Alessandro Crescenzi, C.R.S. (1663–1670)
- Benedetto Cappelletti (1670–1672)
- Domenico Cennini (1672–1684)
- Giuseppe Nicola Giberti (1686–1690)
- Giovanni Battista Giberti (1690–1692)